# Silvestre Ochagavía Errázuriz
Silvestre Ochagavía Errázuriz (Santiago de Chile en 1820 - Íb. 8 de enero de 1883), fue un abogado, político, diputado, senador y ministro chileno.

## Biografía

### Primeros años de vida
Fue hijo de Silvestre Martínez de Ochagavía Sequeira y de Manuela Errázuriz Aldunate. Realizó sus estudios en el Instituto Nacional. Se graduó de abogado el 4 de enero de 1847, en la Universidad de Chile. 
Estuvo casado con doña Concepción Echaurren Garcia-Huidobro, y tuvieron hijos entre ellos a Silvestre Ochagavía Echaurren. Su suegro fue Gregorio de Echaurren Herrera y cuñado Francisco Echaurren García-Huidobro y del expresidente Federico Errázuriz Zañartu.

### Vida política
Nombrado oficial mayor del Ministerio de Relaciones Exteriores en 1846. Estuvo en Europa desde 1847 a 1850 en viajes diplomáticos. Era miembro del Partido Conservador. Fue nombrado ministro de Justicia, Culto e Instrucción Pública en 1852. 
Elegido Diputado por Santiago en 1852 y reelecto en 1855. Se cambió luego al Partido Nacional, como seguidor incondicional del presidente Manuel Montt.
Se le nombró representante del gobierno de Chile en Europa para suscribir un empréstito de siete millones de pesos para la conclusión del ferrocarril Santiago-Valparaíso.
Elegido senador por la provincia de Santiago en 1858, cargo que ocupó hasta 1867. En 1861 le fue ofrecida la candidatura de los nacionales a la Presidencia de la República, pero rechazó la oferta para permitir el ascenso de José Joaquín Pérez como candidato de unidad nacional. En 1870 fue elegido diputado por el departamento de Petorca y La Ligua.
En 1881 se separó del grupo nacional que apoyaba la candidatura de Domingo Santa María.
Participó y colaboró en el fortalecimiento del poder del Estado sobre la Iglesia Católica y se preocupó en forma especial, de la educación pública.
Sus últimos años vivió recluido en el fundo de Lo Ochagavía, donde había introducido los mayores adelantos para la época en explotación agrícola y vitivinícola, siendo considerado como el primer gran viñatero del país.
Dejó de existir en su fundo, el 8 de enero de 1883.